# Червоненкис, Яков Михайлович
Яков Михайлович Червоненкис (1914, Бердичев, Киевская губерния — 1970, Москва) — советский учёный в области электротехники. Кандидат технических наук.

## Биография
Сын земского врача, депутата Государственной думы I созыва Мейлаха Рахмилевича (Михаила Романовича) Червоненкиса. В 1935 году окончил Политехнический институт в Гренобле (Франция), в том же поступил на работу в Гидроэнергопроект. Впоследствии научный сотрудник Энергетического института имени Г. М. Кржижановского и Государственного треста по организации и рационализации районных электрических станции и сетей ОРГРЭС Министерства электростанций. Заведовал сектором энергетики Академии коммунального хозяйства им. К. Д. Памфилова.
Специалист в области передачи электроэнергии и электроснабжения городов. Автор научных трудов и нескольких монографий в этой области, ряда изобретений.

## Семья
Жена — Ирина Михайловна Замятина (1909—1994). Сыновья — кандидат физико-математических наук Алексей Яковлевич Червоненкис (1938—2014), математик, и доктор физико-математических наук Андрей Яковлевич Червоненкис (род. 1941), физик.

## Публикации

### Монографии
- Передача энергии постоянным током. М.—Л.: Издательство АН СССР, 1948.
- Передача электроэнергии постоянным током высокого напряжения. М.—Л.: Госэнергоиздат, 1955.
- Передача небольших и средних мощностей постоянным током на дальние расстояния. М.: Издательство министерства коммунального хозяйства РСФСР, 1957.
- Определение коэффициентов мощности для расчётов городской электрической сети. М.: Академия коммунального хозяйства им. К. Д. Памфилова, 1968.

### Статьи
- Червоненкис Я. М. Возможности передачи энергии Куйбышевской ГЭС // Электричество, 1938, № 5.
- Червоненкис Я. М. Магистрали сверхдальних передач // Техника-молодёжи, 1945 №1—2.
- Червоненкис Я. М. Автоматическое комбинированное регулирование частоты и обменной мощности. // Электричество, 1956, № 8.
- Червоненкис Я. М., Фингер Л. М. Об оптимальной системе напряжений для городских и сельских электросетей. // Электричество, 1965, № 7.